# José António Lócio
José António Lócio (Lisboa, Conceição Nova, 6 de maio de 1825 — Cascais, 21 de outubro de 1903) foi um militar, filantropo e político português.

## Biografia
D. José António Lócio era filho póstumo de D. Manuel João Lócio, falecido a 26 de Janeiro de 1825, Capitão-de-Mar-e-Guerra, que comandou a nau D. João de Castro, que fez parte da esquadra que transferiu a Corte para o Brasil e Chefe de Esquadra por Decreto de 26 de Setembro de 1822, descendente da Nobreza Austríaca pelo avô paterno, e de sua mulher Matilde Joaquina Viana (1780 - 1825).
Oficial do Exército, foi, como Alferes, o Porta-Bandeira do Regimento de Infantaria N.° 16 na Revolução da Maria da Fonte, na Primavera de 1846, e, durante a Patuleia, entrou na Batalha do Alto Viso, em Nossa Senhora da Anunciada, Setúbal, a 1 de Maio de 1847, onde perdeu a perna esquerda em combate.
Foi reformado em 1847 com o posto de Tenente, sendo colocado no Batalhão de Veteranos em Cascais.
Em 1873 foi nomeado Governador do Forte de Nossa Senhora de Porto Salvo, em Paço de Arcos, Oeiras, e em 1874 iniciou obras de restauro da Fortificação, num montante de 273$000 réis. Em 1877, deu-se a entrega do Forte à Comissão de Defesa de Lisboa e seu Porto, para aí ser depositado material de torpedos.
Prestou numerosos serviços à vila de Cascais, onde foi repetidas vezes Provedor da Santa Casa da Misericórdia e Vice-Presidente e Presidente em Exercício da Câmara Municipal de 31 de Dezembro de 1883 a 2 de Janeiro de 1885, além de Fundador duma Associação de Socorros Mútuos e duma Filarmónica, e Vice-Presidente da Associação de Bombeiros Voluntários.
Foi elevado, na reforma, e depois de passar por Capitão, ao posto de Major, a 23 de Abril de 1884.
Casou com Maria Porfíria de Zeltas, sem geração.